# Comté de Tenterfield
Le comté de Tenterfield (en anglais : Tenterfield Shire) est une zone d'administration locale située dans l'État de Nouvelle-Galles du Sud en Australie, dont le siège est Tenterfield.

## Géographie
Le comté s'étend sur 7 332 km2 dans la région de la Nouvelle-Angleterre, à l'extrémité nord-est de la Nouvelle-Galles du Sud, et limitrophe du Queensland. Il est traversé par la New England Highway.
Il comprend la ville de Tenterfield, ainsi que les localités de Bolivia, Drake, Jennings, Legume, Liston, Mingoola, Mole River, Sandy Flat, Stannum, Torrington et Urbenville.

## Histoire
Le comté est créé le 23 septembre 1871 comme district municipal.

## Démographie
| 2001  | 2006  | 2011  | 2016  | 2021  |
| ----- | ----- | ----- | ----- | ----- |
| 6 363 | 6 534 | 6 811 | 6 628 | 6 810 |

## Politique et administration
Le conseil comprend dix membres élus pour un mandat de quatre ans, qui à leur tour élisent le maire pour deux ans. À la suite des élections du 4 décembre 2021, le conseil est formé d'indépendants.

### Liste des maires
| Période         | Période      | Identité       | Étiquette | Qualité |
| --------------- | ------------ | -------------- | --------- | ------- |
| septembre 2004  | janvier 2022 | Peter Petty    |           |         |
| 12 janvier 2022 | en fonction  | Bronwyn Petrie |           |         |

La zone est rattachée à la circonscription de New England pour les élections fédérales et à celle de Lismore pour les élections à l'Assemblée législative de Nouvelle-Galles du Sud.